# Frode Rønning
Frode Rønning (Trondheim, 7 luglio 1959) è un ex pattinatore di velocità su ghiaccio norvegese.

## Palmarès

### Olimpiadi
- 1 medaglia:
  - 1 bronzo (Lake Placid 1980 nei 1000 metri)

### Mondiali
- 4 medaglie:
  - 1 oro (Grenoble 1981 nello sprint)
  - 1 argento (Lake Placid 1978 nello sprint)
  - 2 bronzi (Inzell 1979 nello sprint; Alkmaar 1982 nello sprint)